# Vulcain (Star Trek)
Pour les articles homonymes, voir Vulcain.
 (novembre 2024).
 (novembre 2019).
Si vous disposez d'ouvrages ou d'articles de référence ou si vous connaissez des sites web de qualité traitant du thème abordé ici, merci de compléter l'article en donnant les références utiles à sa vérifiabilité et en les liant à la section « Notes et références ».
Dans l'univers de fiction de Star Trek, les Vulcains sont une espèce extraterrestre originaire de la planète du même nom située dans le Quadrant Beta. Les Vulcains font partie des membres fondateurs de la Fédération des planètes unies.

## La planète
Vulcain a ses volcans actifs, des ruines antiques, des gisements de lave, ainsi que des sites religieux tels que les temples d'Amonak, de T'Panit, et le sanctuaire de T'Karath. 

## Ses habitants

### Physiologie
Les Vulcains possèdent des oreilles pointues, de longs sourcils obliques et une seconde paupière nictitante (c'est-à-dire qui protège l'œil de la forte lumière dispensée par le soleil de Vulcanis). 
Leur physiologie inclut un sang vert basé sur le cuivre et non sur le fer, alimentant leurs organes disposés différemment, comme le cœur qui se situe au niveau du foie chez l'Humain et possèdent deux estomacs.

### Culture
Autrefois, les Vulcains étaient des gens très violents et belliqueux. La population était divisée en plusieurs centaines de clans, d'Etats et de villes ayant chacun diverses structures gouvernementales et religions.
Vulcain étant un monde très sec, l'eau était très rare. La plupart des gens se battaient très violemment afin d'acquérir cette ressource essentielle à leur survie. À cette époque la quasi-totalité de la population était au front. Mais un grand changement survint au Ier siècle avant notre ère, quand un Vulcain nommée Surak commença à débattre publiquement de sa théorie de pratique mentale de la logique et sa philosophie de la paix.

#### Salut vulcain

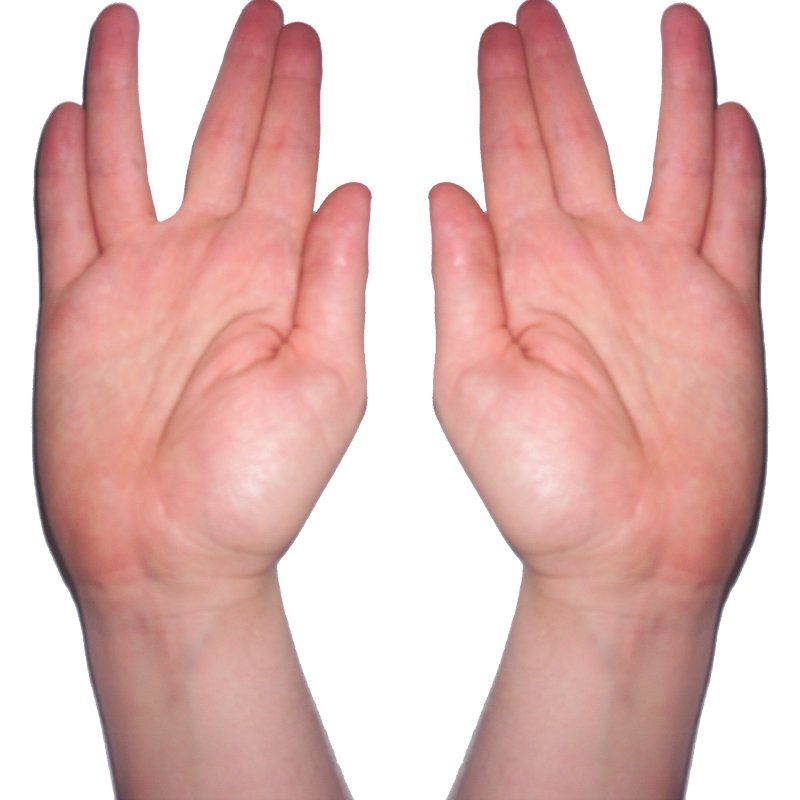
signe des cohens.

Il fut créé par Leonard Nimoy, inspiré par un geste de bénédiction publique pratiqué dans la religion juive.

### Vulcains célèbres
- Sarek : père de Spock. Il est interprété par Mark Lenard. Puis par Ben Cross dans le film paru en 2009.Il a ensuite été interprété en 2017 par James Frain dans la série Star Trek Discovery.
- Spock : bien que demi-Humain, est certainement le plus célèbre représentant des Vulcains. Il passe une partie de sa carrière comme premier officier et officier scientifique de l'Enterprise (NCC-1701). Il est interprété par l'acteur Leonard Nimoy. Dans le film paru en 2009, c’est l'acteur Zachary Quinto qui lui prête ses traits. Dans la saison 2 de la série télévisée Star Trek: Discovery, c’est, cette fois, l’acteur Ethan Peck qui l’interprète. Ce même acteur reprendra le rôle dans la série Star Trek: Strange New Worlds diffusée en 2022.